# 伯希钟螺
伯希钟螺（学名：Euchelus bourcieri），是原始腹足目钟螺科Euchelus的一种。主要分布于台湾，常栖息在潮间带岩礁。